# Портрет Ивана Алексеевича Хрущова
«Портрет Ивана Алексеевича Хрущова» — картина Джорджа Доу и его мастерской из Военной галереи Зимнего дворца.
Картина представляет собой погрудный портрет генерал-майора Ивана Алексеевича Хрущова из состава Военной галереи Зимнего дворца.
Во время Отечественной войны 1812 года генерал-майор Хрущов был шефом Арзамасского драгунского полка и командовал кавалерийской бригадой в отряде К. О. Ламберта, отличился при взятии Борисова и на Березине. Во время Заграничных походов 1813 и 1814 годов сражался в Польше, Германии и Франции, особо отличился в сражении при Фер-Шампенуазе. Во время кампании Ста дней вновь совершил поход во Францию.
Изображён в очках, в генеральском мундире, введённом для кавалерийских генералов 6 апреля 1814 года. Слева на груди звезда ордена Св. Анны 1-й степени; на шее крест прусского ордена Красного орла 2-й степени; по борту мундира крест ордена Св. Владимира 3-й степени (надет с нарушением правил ношения, должен располагаться на шее выше иностранного ордена); справа крест ордена Св. Георгия 4-го класса, лента которого скреплена булавкой с надписью «За храбрость» и изображением золотой сабли (единственное подобное изображение этой награды на портретах Военной галереи), а также серебряная медаль «В память Отечественной войны 1812 года» на Андреевской ленте. Подпись на раме: И. А. Хрущовъ, Генералъ Маiоръ.
7 августа 1820 года Комитетом Главного штаба по аттестации Хрущов был включён в список «генералов, заслуживающих быть написанными в галерею» и 19 мая 1822 года император Александр I приказал написать его портрет. В это время Хрущов уже находился в отставке и постоянно проживал в Москве; неизвестно, приезжал ли он в Санкт-Петербург и позировал Доу или же присылал свой портрет-прототип для копирования. Гонорар Доу был выплачен 25 апреля и 27 ноября 1823 года. Портрет принят в Эрмитаж 7 сентября 1825 года.
В. К. Макаров счёл этот портрет совершенно лишённым сходства с типичными работами Доу. Хранитель британской живописи в Эрмитаже Е. П. Ренне поддержала его мнение.